# 加藤徹
加藤 徹（かとう とおる、1963年 - ）は、日本の中国文学者、小説家。明治大学法学部教授。小説家としての筆名は嘉藤 徹（読み同じ）。

## 経歴
東京都北区赤羽生まれ。千葉県柏市豊四季台団地と千葉市稲毛に育つ。千葉大学教育学部附属中学校から開成高等学校を経て、1987年東京大学文学部中国文学科卒業。1993年、東京大学大学院博士課程単位取得満期退学。 1990年から一年間北京大学に学ぶ。
広島大学総合科学部専任講師（1993年）、同助教授（1997年、2006年からは同大学院総合科学研究科）、明治大学法学部助教授（2006年10月）、同准教授（2007年）を経て、2007年10月より明治大学教授。
北京風雷京劇団東京公演実行委員会顧問。2008年11月5日号の日本中国友好協会非主流派ホームページにおいて紹介される。

## 受賞
- 2002年 - 『京劇』でサントリー学芸賞受賞。

## 著書
- 『京劇 「政治の国」の俳優群像』 （中公叢書、2004年／ちくま学芸文庫、2025年7月） ISBN 978-4-480-51308-3
- 『西太后 大清帝国最後の光芒』（中公新書、2005年） ISBN 978-4121018120
- 『漢文の素養　誰が日本文化をつくったのか?』（光文社新書、2006年） ISBN 978-4334033422
- 『貝と羊の中国人』（新潮新書、2006年） ISBN 978-4106101694
- 『漢文力』（中央公論新社、2004年、中公文庫、2007年） ISBN 978-4122049024
- 『怪力乱神』（中央公論新社、2007年）
  - 『怪の漢文力　中国古典の想像力』（中公文庫、2010年）
- 『梅蘭芳　世界を虜にした男』（ビジネス社、2009年）ISBN 978-4828414867
- 『絵でよむ漢文』（朝日出版社、2010年、新版2013年）ISBN 978-4255007045
- 『中国古典からの発想　漢文・京劇・中国人』（中央公論新社、2010年）ISBN 978-4120041488
- 『本当は危ない「論語」』（NHK出版新書、2011年）
- 『中国人の腹のうち』（廣済堂新書、2011年）
- 『白文攻略　漢文法ひとり学び』（白水社、2013年）
- 『漢文で知る中国　名言が教える人生の知恵』（NHK出版、2021年）

### 共著
- （茂木健一郎）『東洋脳×西洋脳 多極化する世界で生きるヒント』（中公新書ラクレ 2011年）
- 『漢詩の絵本』（編訳、ナツメ社、2012年）
- （林振江）『日中戦後外交秘史　1954年の奇跡』（新潮新書、2020年）

### 小説
- 嘉藤徹『倭の風　小説「卑弥呼」後伝』（PHP研究所、1996年、中公文庫、2013年）、後者は「加藤徹」名義
- 嘉藤徹『小説 封神演義』（PHP文庫、2000年） ISBN 978-4569574257

## メディア出演
- 知るを楽しむ・歴史に好奇心「日中二千年漢字のつきあい」（2007年4月・2008年8月）『漢文二十面相』の名で登場
- 世直しバラエティー カンゴロンゴ（2008年10月 - 2009年3月）教授（知るを楽しむと同じ扮装で登場）
- レベルアップ中国語（2015年10月 - 2015年12月）
- 波短情長（NHKワールド・ラジオ日本、2013年4月 - ）
- 「明清楽惠月社 Presents 明清楽のススメ」（DOMMUNE、2018年9月12日） - 明清楽の特集回。稲見惠七、生田容子、金子美也子、鈴木綾子、佐藤八紀、鳥谷部輝彦、八木秀夫、三好史と共に出演[3]